# أرويو دي لا إنكوميندا
أرويو دي لا إنكوميندا (بالإسبانية: Arroyo de la Encomienda) هي بلدية تقع في مقاطعة بلد الوليد، قشتالة وليون، إسبانيا. وفقًا لتعداد عام 2015 (المعهد الوطني للإحصائيات)، يبلغ عدد سكان البلدية 18491 نسمة.